# Rhyncholacis clavigera
Rhyncholacis clavigera (abans Macarenia clavigera, encara nom comú Macarenia)
és una espècie vegetal de magnoliòpsids amb flor, descrita originalment per Van Royen per primera vegada, que habita sota l'aigua. Espermatòfit endèmic de la família de les podostemàcies, és pròpia d'ambients tropicals i subtropicals. Adaptada a terres durs, resisteix amb el seu moviment ondulant els continus embats de l'aigua.
Floreix al juliol i es torna molt vistosa, amb fulles d'un to entre vermell i fúcsia que onegen sota l'aigua. La floració arriba a la seva màxima esplendor entre setembre i novembre. L'espècie exhibeix aquest color tan intens pels carotenoides, uns pigments dels organismes fotosintètics que protegeixen les plantes de l'oxidació i dels raigs UVA i que s'activen a mesura que la radiació solar incideix sobre la planta de forma més directa, a causa de la minva de la llera. Al mes de novembre, quan les aigües s'assequen, la planta entra en la seva fase reproductiva.

És la responsable de les tonalitats vermelloses a Caño Cristales, Colòmbia.